# Efim Volkov
Efim Volkov (en russe : Ефи́м Ефи́мович Во́лков, né le 23 mars 1844 (4 avril dans le calendrier grégorien) à Saint-Pétersbourg et mort à Petrograd le 17 février 1920) est un peintre russe de paysages, membre actif du mouvements des Ambulants depuis 1879 ,, et membre de l' Académie russe des beaux-arts depuis 1899.

## Biographie

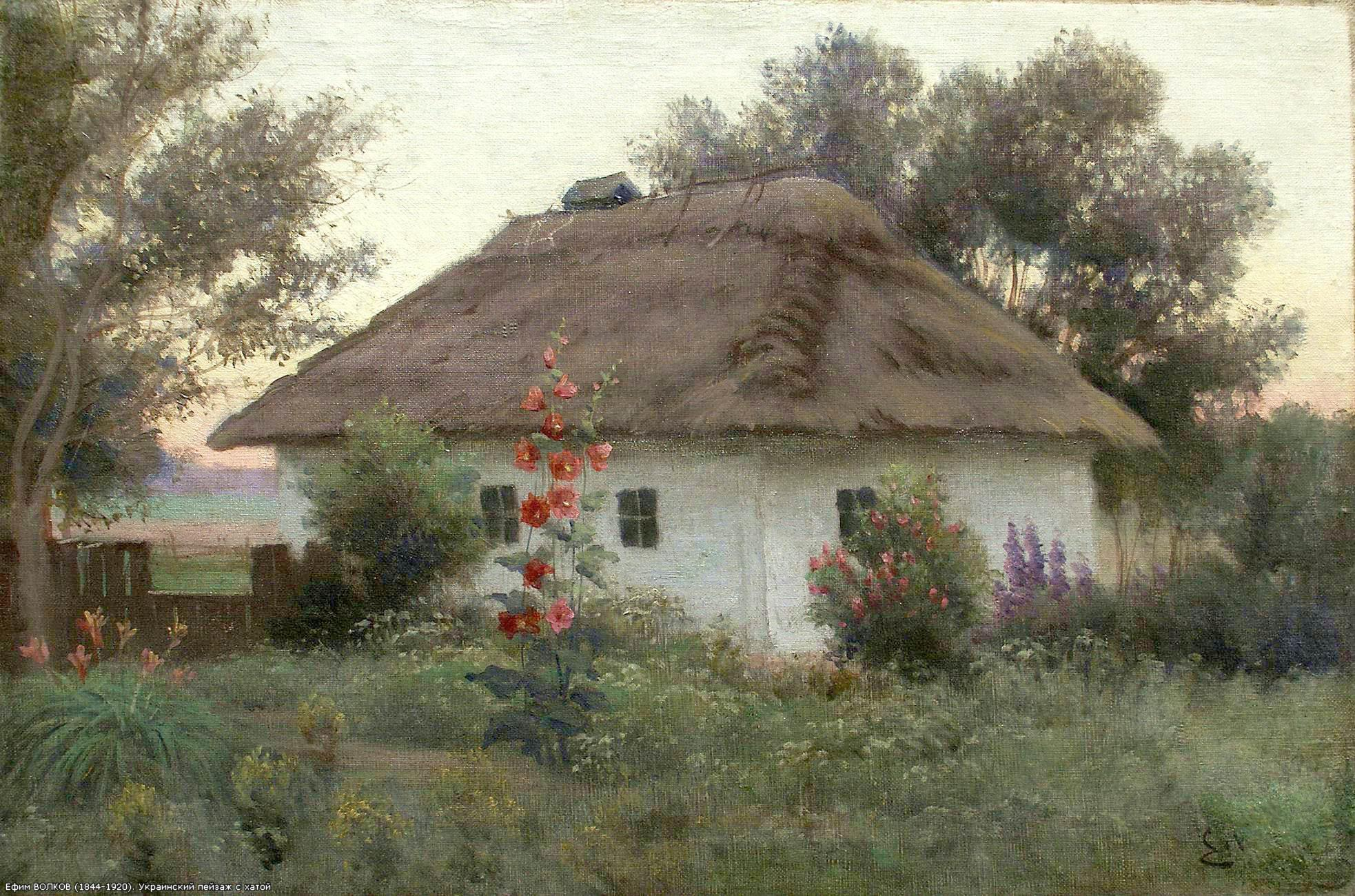
Paysage en Ukraine avec une Khata, (1910), collection particulière.

Efim Volkov est un peintre de paysage né à Saint-Pétersbourg en 1844. Il a fait ses études à l'académie russe des beaux-arts qu'il termine en réalisant des études de peintures de la nature. En 1870, il reçoit le titre d'artiste mais sans qualificatif particulier après avoir présenté son exposition sur le thème Vue sur les environs de Saint-Pétersbourg. En 1878, il rejoint l'association des peintres ambulants  et participe chaque année à leurs expositions et se fait la réputation d'un des meilleurs peintres de la nature du Nord russe 
Efim Volkov meurt en 1920 à Petrograd. Il est inhumé au Cimetière orthodoxe de Smolensk.
Ses œuvres se trouvent à la Galerie Tretiakov, au musée des beaux-arts d'Odessa et au Musée russe.

## Adresse à Saint-Pétersbourg
1885—1904 — maison Elisseïev — Ruelle Volkov, 2, appartement 26.

## Galerie

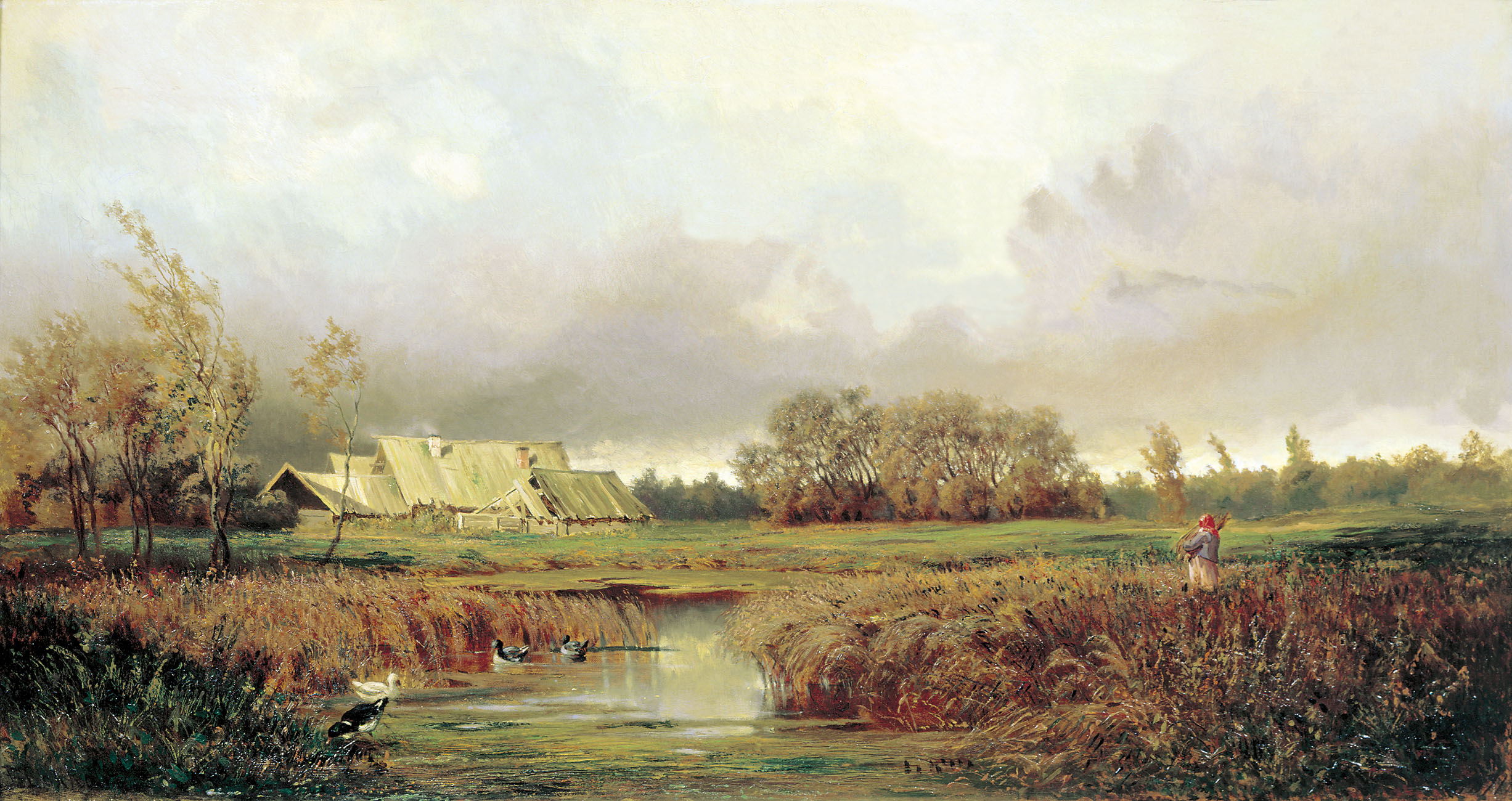
Marais en automne . Galerie Tretiakov.
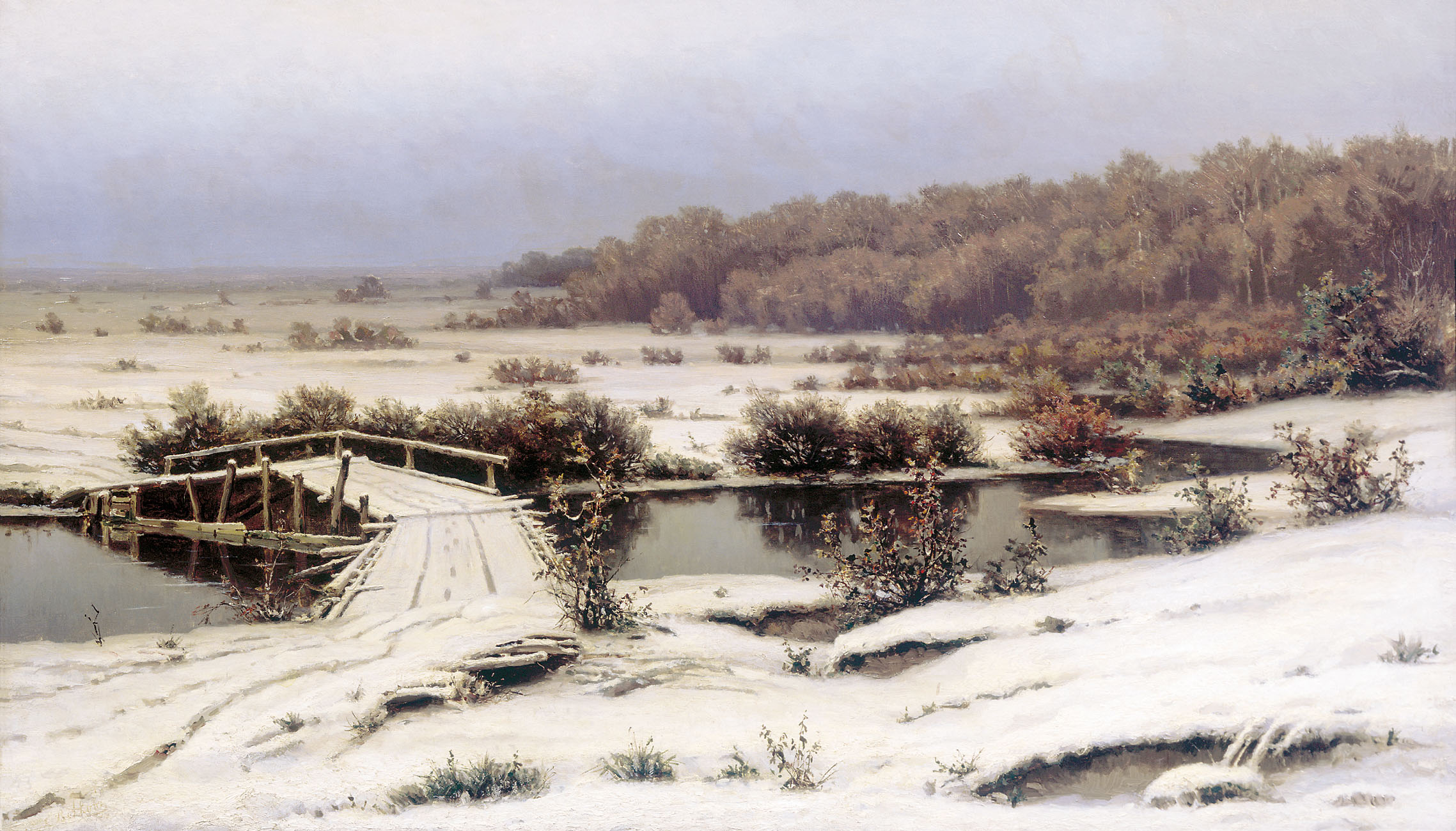
Neige précoce. Galerie Tretiakov (1883).
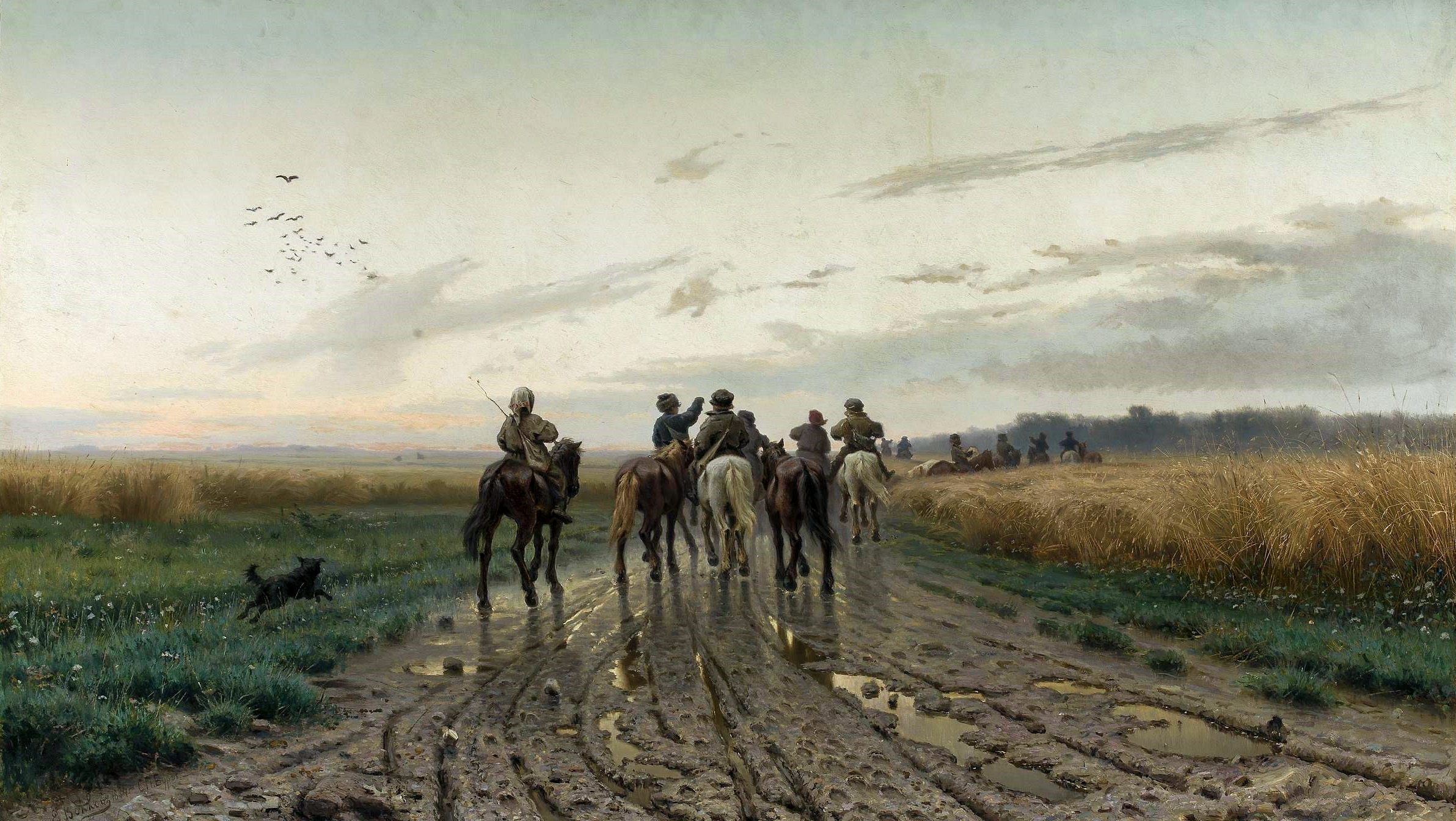
Sur le chemin du pâturage . Musée national de Varsovie.
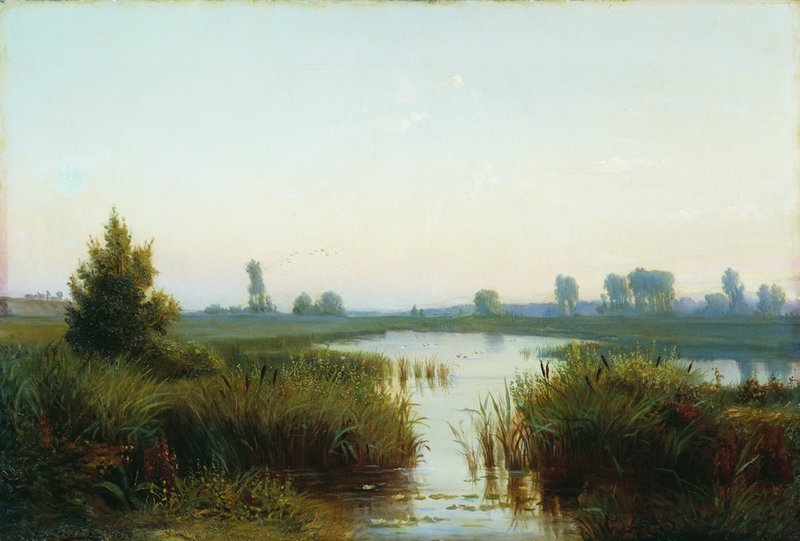
Paysage de marais.
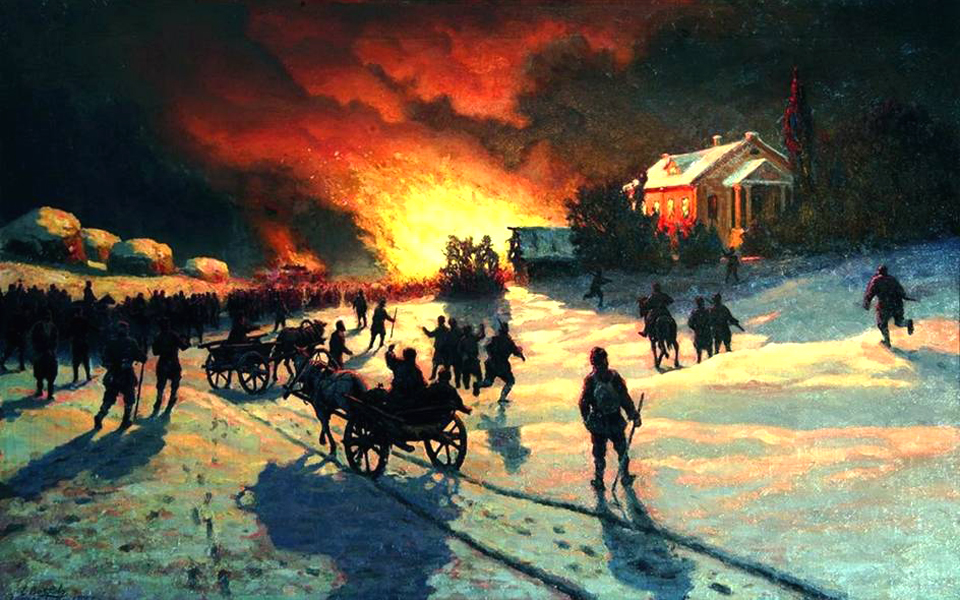
Incendie.